# Теорема Чёрча — Тьюринга
Теоре́ма Чёрча — Тью́ринга — утверждение об отсутствии алгоритма, решающего проблему разрешения. Используется при доказательстве неразрешимости арифметики натуральных чисел. Впервые была сформулирована и доказана в 1936 году Алонзо Чёрчем (вместе с тезисом Чёрча); в том же году, но несколько позже этот результат независимо получил Алан Тьюринг.

## Формулировка
Предикат {\displaystyle (Ex)T(a,a,x)}[уточнить] неразрешим, то есть функция:
{\displaystyle \chi (a)={\begin{cases}0,&{\mbox{if}}(Ex)T(a,a,x)\\1,&{\mbox{else}}\end{cases}}}
невычислима.
Данная формулировка использует понятие вычислимости по Тьюрингу.